# Pterolophia punctigera
Pterolophia punctigera là một loài bọ cánh cứng trong họ Cerambycidae.